# Maumoon Abdul Gayoom
Maumoon Abdul Gayoom, né le 29 décembre 1937, est un homme d'État maldivien, président de la République des Maldives du 11 novembre 1978 au 11 novembre 2008, date à laquelle Mohamed Nasheed lui succède.
En 2018, près de dix ans après son départ de la présidence, et un an après avoir rejoint les rangs de l'opposition, dirigée par son ex-rival Nasheed, il est arrêté sous ordre de son demi-frère, Abdulla Yameen Abdul Gayoom, au pouvoir depuis 2013. Il est ensuite libéré peu après la défaite de celui-ci à la présidentielle de septembre 2018, remportée par Ibrahim Mohamed Solih, et que Gayoom soutenait.

## 1947-1971: Les jeunes années
Maumoon Abdul Gayoom est le fils d'Abdul Gayoom Ibrahim (Maafaiygey Dhon Seedhi) et de Khadheeja Moosa. Il est le 10e enfant de sa famille, son père ayant eu 25 enfants issus de 8 lits. Abdul Gayoom Ibrahim est un temps juge suprême. Il est mort en 1982 à l'âge de 87 ans alors que son fils achevait son premier mandat de président.
Gayoom passe l'essentiel de sa jeunesse en Égypte. Il faisait partie d'un groupe de 15 étudiants choisis à l'initiative du président d'alors, Mohamed Amin Didi, pour bénéficier d'une éducation à l'étranger. C'est à l'âge de 10 ans, en 1947, qu'il prend la direction de l'Égypte. Cependant, en raison des troubles qui conduiront à la guerre israélo-arabe de 1948-1949, son étape à Ceylan, prévue pour durer quelques jours, se prolonge pendant deux ans et demi, au cours desquels il étudie au Royal College de Colombo. Il ne rejoint finalement l'Égypte qu'en mars 1950, à l'issue du conflit.
Gayoom fréquente alors l'Université al-Azhar. Il y passe six mois à apprendre l'arabe ce qui lui permet de rejoindre la faculté de jurisprudence islamique et civile et d'obtenir son diplôme avec mention en 1966. Major de sa promotion, il reçoit les félicitations de Gamal Abdel Nasser. Il obtient ensuite un autre diplôme dans le même domaine à l'Université américaine du Caire.
Au cours de ses études, il prend la tête d'un groupe de 14 étudiants maldiviens qui envoie une lettre au Premier ministre Ibrahim Nasir. Ils lui demandent de reconsidérer sa volonté d'établir des relations diplomatiques avec Israël. À la suite de cette lettre, leurs bourses d'études sont supprimées et les étudiants sont alors pris en charge par le gouvernement égyptien. Mais cette prise en charge s'arrête en 1966, après obtention du diplôme, et Gayoom est alors contraint d'arrêter ses études.
Indésirable dans son pays à la suite de sa lettre, Gayoom décide alors de ne pas rentrer chez lui. En 1967, il devient assistant de recherche en Histoire de l'Islam à l'Université américaine du Caire auprès du professeur Marsden Jones pour une période de deux ans.
Le 14 juillet 1969, il se marie au Caire avec Nasreena Ibrahim, une étudiante maldivienne arrivée quatre ans plus tôt pour ses études. Quelques semaines plus tard, il rejoint l'université Ahmadu Bello de Kano au Nigeria en tant qu'enseignant en études islamiques.
Au cours de son séjour en Égypte, il s'est particulièrement intéressé à la politique égyptienne. Il a suivi de près le mouvement révolutionnaire mené par les Frères musulmans et le Mouvement des officiers libres de Gamal Abdel Nasser. Il a participé à plusieurs réunions publiques des Frères musulmans au cours desquelles des orateurs célèbres tels que Sayyid Qutb s'en prenaient au Royaume-Uni, à l'impérialisme et au gouvernement du roi Farouk Ier d'Égypte. Son biographe Royston Ellis écrit ainsi : « Maumoon a considéré comme un privilège de pouvoir entendre Sayyid Qutb ».

## 1971-1978: entrée en politique
C'est en 1971, à la fin de son contrat de deux ans avec l'université Ahmadu Bello, qu'il retourne finalement aux Maldives. Il rejoint alors un collège pour jeunes filles de Malé où il enseigne l'anglais, l'arithmétique et l'islam. En 1972, il est nommé responsable au ministère des affaires maritimes.
Le 12 mars 1973, Gayoom est arrêté pour avoir critiqué la politique du président Ibrahim Nasir. Il est condamné à quatre ans de bannissement dans l'île de Makunudhoo située dans l'atoll de Haa Dhaalu. Cependant, après la réélection du président Nasir, Gayoom est amnistié au bout de cinq mois de peine.
En 1974, Gayoom devient sous-secrétaire du ministère des Télécommunications, avant d'être promu directeur au bout de dix semaines. Au cours de cette période, il enseigne également à temps partiel l'islam, l'arabe et l'anglais dans diverses écoles privées.
Le 28 juillet 1974, Gayoom est à nouveau arrêté pour ces critiques envers la politique de Nasir. Cette fois, il est maintenu en cellule d'isolement dans une prison de Malé surnommée China garden. Il est libéré en septembre après 50 jours de détention.
Il devient ensuite sous-secrétaire attaché au Premier ministre Ahmed Zaki, puis ambassadeur des Maldives au Sri Lanka. En 1975, il est membre de la délégation maldivienne auprès de l'Organisation des Nations unies. Enfin, le 29 mars 1977, il est nommé ministre des Transports et devient ainsi membre du cabinet de Nasir. Il conserve ce poste jusqu'au 10 novembre 1978.

## 1978-2008: une longue présidence
En juin 1978, alors que s'achève le second mandat présidentiel d'Ibrahim Nasir, qui détient les pleins pouvoirs depuis 1975, le Majlis, assemblée législative du pays, est convoqué pour désigner un candidat à l'élection présidentielle : 45 votent alors pour Nasir et les 3 autres se prononcent pour Gayoom. À l'issue d'un nouveau vote au Parlement, Gayoom recueille 27 votes, ce qui lui suffit pour être proposé comme candidat.
Le 28 juillet suivant, seul candidat, il est élu avec 92,96 % des suffrages et devient le nouveau président de la République des Maldives le 11 novembre 1978. Par la suite, il est régulièrement réélu, recueillant 96,62 % des suffrages pour son second mandat en 1983. Il obtient son ultime mandat en octobre 2003 où, candidat unique désigné par le Majlis, il totalise 90,28 % des votes.
Le président de la République est à la fois chef de l'État et du gouvernement, sans réelle distinction entre les deux fonctions. Le président Gayoom cumule également le rôle de commandant en chef des forces armées maldiviennes.

### Actions diplomatiques notables
- Septembre 1979 : première visite à l'étranger du nouveau président qui se rend en Libye à l'occasion des festivités marquant le 10e anniversaire de la « Révolution de septembre ».
- 1981 : participation au troisième sommet de la Organisation de la conférence islamique en Arabie saoudite. Depuis lors, il a participé à tous les sommets de l'OCI.
- Mai 1981 : visite d'État dans les pays asiatiques voisins (Singapour et Malaisie).
- 10 mai 1982 : première visite dans un pays occidental, le Royaume-Uni.
- Octobre 1982 : participation au sommet régional du Commonwealth aux Fidji.
- 1983 : visite d'État en Corée du Nord suivie d'une visite en Corée du Sud en octobre de la même année. Il reçoit à cette occasion le grand ordre du Mugunghwa, la plus haute distinction sud-coréenne.
- Mars 1984 : visite d'État au Sri Lanka pour rétablir les relations diplomatiques entre les deux pays.

Les monarchies héréditaires mises à part, Maumoon Abdul Gayoom est, avec Ali Abdallah Saleh, l'un des chefs d'État qui est resté le plus longtemps au pouvoir en Asie. Son régime autoritaire repose entièrement sur sa personne et il est le seul réel détenteur du pouvoir. Au début des années 2000, le président Gayoom concentre entre ses mains, ou à travers ses proches, tous les outils du pouvoir et contrôle tous les moyens d'informations. Des sources concordantes font état de graves atteintes aux libertés individuelles dans de nombreux domaines.

### Une presse muselée
Dans son rapport de 2004, Reporters sans frontières dresse un tableau particulièrement sombre de l'état de la presse dans le pays.
Les trois quotidiens du pays sont détenus par des proches du président Gayoom : Haveeru, principal quotidien maldivien, est contrôlé par le ministre de la Jeunesse et des Sports, Aafathis appartient à son gendre, quant à Miadhu Daily, il est contrôlé directement par le chef de l’État et le ministre de la Santé en est le rédacteur en chef ! On retrouve également de nombreux proches du président dans les instantes dirigeantes de la plupart des magazines paraissant aux Maldives.
Au cours de l'année 2002, quatre journalistes, responsables du bulletin d’information électronique Sandhaanu, sont condamnés à de lourdes peines de prison. Même les journalistes de la presse sous contrôle peuvent faire l'objet de sanction. Ainsi Adam Haleem, du quotidien Haveeru et assistant de rédaction du bimensuel Huvaas, est placé en résidence surveillée pour avoir révélé une affaire sordide impliquant un responsable politique de l'île de Dhiddhoo. Enfin, Jennifer Latheef, jeune réalisatrice de documentaires et militante de la liberté d’expression est placée en résidence surveillée en 2003 au motif d'« activités anti-gouvernementales ».
Le 4 mars 2003 fait figure de journée noire pour la presse maldivienne après l'annonce par le ministère de l’Information, des Arts et de la Culture du retrait de 22 licences pour « publication irrégulière ». Cette décision a été interprétée comme une véritable tentative d'intimidation de la part de Maumoon Abdul Gayoom.
Dans une liste publiée le 17 novembre 2005, le pays fait partie des « 15 ennemis d'Internet ». On y fait état du « pouvoir du président Maumoon Abdul Gayoom, en place depuis plus de 25 ans, qui réprime très sévèrement la liberté d'expression ».

### Des droits de l'homme bafoués
Dans son numéro de juillet 2005, le mensuel Alternatives internationales rappelle que pendant longtemps la société maldivienne ne s'est pas rebellée contre un président certes autocrate mais auréolé par la réussite économique d'un archipel devenu une destination touristique majeure. Le pays abandonné ainsi le statut de PMA en décembre 2004 et les conséquences du tremblement de terre du 26 décembre 2004 ne semblent pas remettre en cause cet essor économique. Cependant, le régime du président Maumoon Abdul Gayoom est marqué par de « constantes violations des droits de l'homme »
Néanmoins, depuis 2001, la société civile ne se contente plus de cette relative prospérité et aspire à une vraie évolution démocratique. À cette époque, un groupe de politiques, d'universitaires et de journalistes tente en vain d'avoir l'autorisation de créer le Parti démocratique maldivien qui voit finalement le jour en exil en 2003. L'influence de ce mouvement dans la société maldivienne est réelle comme le montrent les importantes manifestations organisées dans l'archipel. Ainsi, le 12 août 2004, une immense manifestation spontanée se déroule, pacifiquement d'abord, jusqu'à l'intervention brutale des forces de l'ordre. Le président déclare alors l'état d'urgence pour la deuxième fois de l'histoire du pays, et une vague d'arrestations arbitraires a lieu. Ce jour est depuis connu comme le « vendredi noir » et une manifestation pacifique en a marqué l'anniversaire en 2005.
En 2006, Amnesty International fait état dans son rapport de nombreuses mesures de répression prises par Gayoom à l'encontre de l'opposition démocratique. L'ONG note ainsi : « Dans un pays émergeant lentement de longues années de répression, la population s'est efforcée d'exprimer pacifiquement ses opinions en organisant des manifestations et rassemblements publics. Toutefois, le gouvernement a fréquemment pris des mesures punitives contre ses opposants et les manifestants.
Les autorités ont recouru aux arrestations arbitraires massives et au maintien en détention prolongé sans inculpation ni jugement en août 2004, à maintes reprises en 2005, et en novembre 2006. ».
Une ONG indienne, l'Asian Center for Human Rights dénonce également les arrestations arbitraires, les mauvais traitements et la torture dont ont été victimes les manifestants dans un rapport très complet paru en 2005, Maldives, the dark side of life. Le rapport détaille aussi les outils constitutionnels mis en place par un parlement qui n'est qu'une chambre d'enregistrement au service de Maumoon Abdul Gayoom. Ainsi, la constitution de 1998 lui assure la mainmise à la fois sur le pouvoir législatif (le Majlis) et sur le pouvoir judiciaire. Le président dispose en effet du pouvoir de nomination des juges. De même, il peut remettre en cause une décision de justice en faisant usage de façon discrétionnaire de son pardon ou de ses amnisties.

### Des réformes trop timides
La pression internationale de plus en plus forte sur le président Gayoom le conduit à faire de timides avancées démocratiques. Ainsi, le référendum du 17 août 2007 marque les prémisses d'une démocratisation relative du régime, même si le résultat semble conforter le pouvoir présidentiel. Les électeurs approuvent ainsi largement le système présidentiel proposé qui recueille 61,97 % des voix à l'occasion de ce qui est considéré comme le premier scrutin vraiment démocratique du pays.
Dans son rapport de 2007, RSF prend acte d'une certaine libéralisation de la presse à travers la création de titres privés et indépendants. L'organisation remarque cependant que la répression continue de s'exercer à l'encontre des journalistes et note que « Maumoon Abdul Gayoom, au pouvoir depuis 1978, n’a pas respecté tous les engagements en faveur de la liberté de la presse formalisés dans sa feuille de route de réformes démocratique. ».

### Tentative d'assassinat
Le 8 janvier 2008, Maumoon Abdul Gayoom sort indemne d'une tentative d'assassinat perpétrée à Hoarafushi par Mohamed Murshid, un jeune homme de 20 ans originaire de l'île qui avait dissimulé un couteau dans un drapeau. Cette attaque a avorté grâce à l'intervention à mains nues d'un jeune scout de 15 ans,.

### Fin de règne
L'année 2008 marque la fin du sixième mandat de Maumoon Abdul Gayoom. Lors du premier tour de l'élection présidentielle qui se déroule le 8 octobre, Gayoom arrive en tête avec 40,3 % des voix, suivi de Mohamed Nasheed du Parti démocratique maldivien avec 24,9 %. Ce dernier l'emporte au second tour, le 28 octobre, avec 54,2 %, mettant fin à trente ans de règne sans partage de Gayoom sur les Maldives.

## Après la présidence

### Opposant à Abdulla Yameen
Le 26 mars 2017, il rejoint l'opposition à son demi-frère Abdulla Yameen, devenu président en 2013, et noue une alliance avec son ancien rival Mohamed Nasheed en vue de la présidentielle de 2018. Le 26 mars 2017, Gayoom rejoint l'opposition à son demi-frère Abdulla Yameen, devenu président en 2013, et noue une alliance avec son ancien rival Mohamed Nasheed. Le parti se divise en deux factions, l'une soutenant Yameen et l'autre soutenant Abdul Gayoom,,. La faction pro-Gayoom prend le nom de Maumoon Reform Movement.
Le 29 juin 2018, Nasheed renonce à se présenter à l'élection présidentielle maldivienne de 2018 après le refus de la commission électorale de valider sa candidature. Ibrahim Mohamed Solih est choisi à sa place. Durant la campagne, les médias n'ont pas couvert la campagne électorale d'Ibrahim Mohamed Solih, de crainte de représailles. Le soir du scrutin du 23 septembre, les estimations des résultats le donnent largement vainqueur,. La commission électorale a ensuite confirmé ces résultats durant la nuit du 23 au 24 septembre. Abdulla Yameen reconnaît publiquement sa défaite le 24 septembre. Pour Gulbin Sultana, de l'Institute for Defence Studies and Analyses (en) de New Delhi, « Le ralliement de Maumoon Abdul Gayoom a été décisif, il a entraîné avec lui sa faction au sein du parti au pouvoir, le Parti progressiste des Maldives ».

### Arrestation et condamnation
Le 5 février 2018, Abdulla Yameen refuse d'appliquer un jugement de la Cour suprême relatif à des libérations de prisonniers politiques, dont Faris, le propre fils de Maumoom, malgré la demande de l'ONU et fait remarquer que selon lui, la Cour suprême « n'est pas au-dessus des lois », puis assiège les bureaux de la Cour suprême, suspend le parlement, au sein duquel il vient de perdre la majorité après une autre décision de la Cour suprême ordonnant la réintégration des députés récemment passés dans l'opposition, limoge le chef de la police, fait arrêter Maumoon Abdul Gayoom et décrète l'état d'urgence. Dans la soirée, il fait également arrêter deux juges de la Cour suprême, dont son président Abdulla Saeed, et Ali Hameed. Il justifie cela par une « conspiration » et un « coup d'État ». Nasheed appelle alors l'Inde et les États-Unis, à intervenir. Finalement, les trois juges de la Cour suprême restés en liberté décident d'annuler la décision. L'ONU dénonce alors une « attaque contre la démocratie ».
Le 13 juin 2018, il est condamné à 19 mois de prison pour « obstruction à la justice », pour avoir refusé de parler aux juges et de coopérer avec la police après son arrestation.

### Libération et acquittement

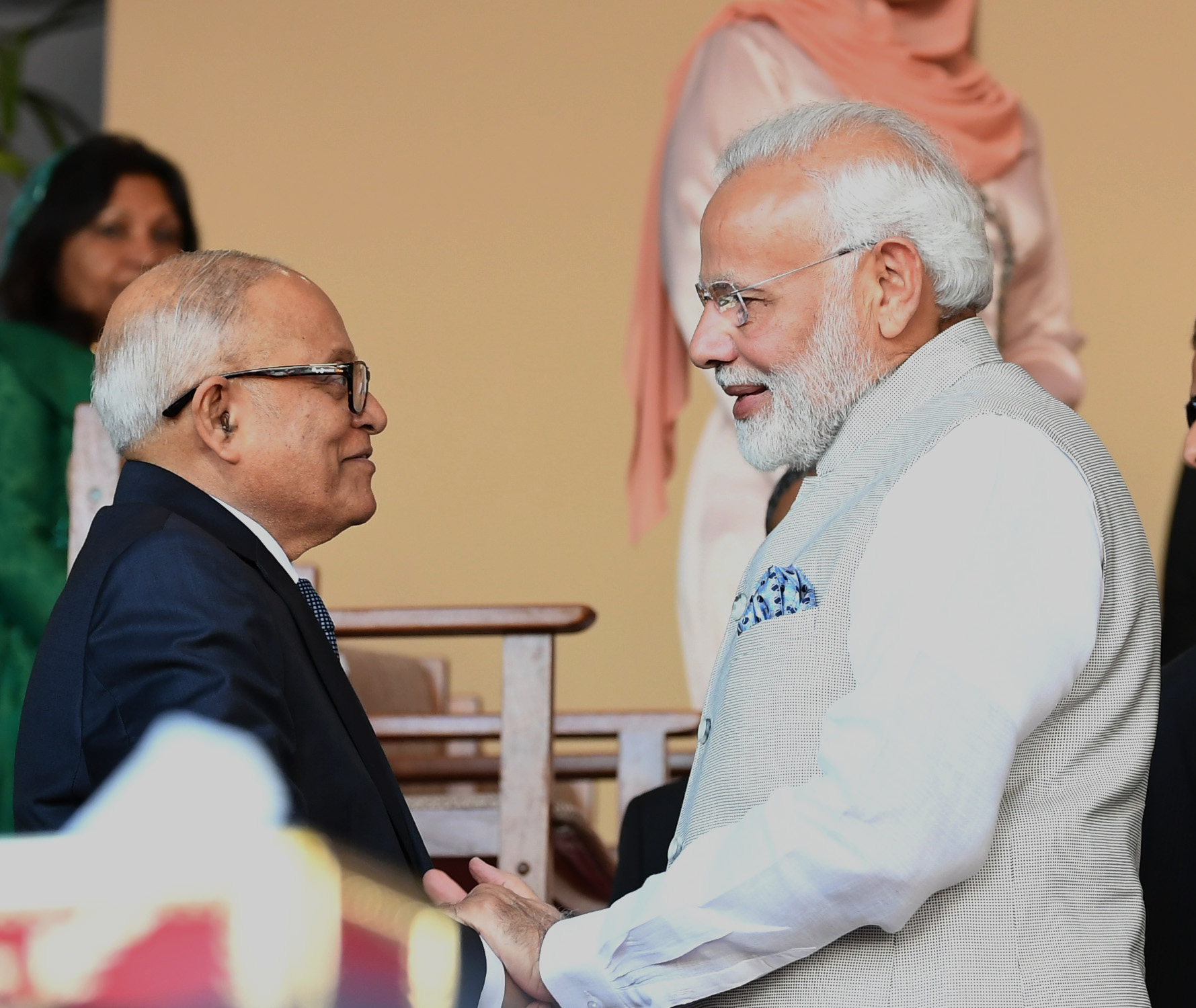
Maumoon Abdul Gayoom (à gauche) en 2018 avec le Premier ministre indien Narendra Modi (à droite), lors de l'investiture d'Ibrahim Mohamed Solih.

Le 26 septembre 2018, il est placé en résidence surveillée, pour raisons de santé. Le 29 septembre 2018, il est libéré sous caution.
Le 18 octobre 2018, il est acquitté.